# 徐建中 (工程热物理专家)
徐建中（1940年3月3日—），男，原籍辽宁北镇，生于江西吉安，中国工程热物理专家，中国科学院工程热物理研究所研究员。

## 生平
徐建中原籍辽宁北镇，生于江西吉安。1963年毕业于中国科学技术大学。1967年中国科学院力学研究所研究生毕业。1995年当选为中国科学院院士。